# Antoine-François Momoro
Antoine-François Momoro (Besançon, 1756 – Paris, 24 de março de 1794) foi um impressor, livreiro e político francês durante a Revolução Francesa. Figura importante no Clube dos Cordeliers e entre os hebertistas, foi o principal responsável por popularizar a frase "Liberdade, Igualdade, Fraternidade" (no original, "Unidade, Indivisibilidade da República, Liberdade, Igualdade, Fraternidade ou a Morte"), um dos lemas da Revolução e da República Francesa. Ficou conhecido como o "Primeiro Impressor da Liberdade Nacional".

## Revolução
A eclosão da Revolução e a declaração da liberdade de imprensa em agosto de 1789 impulsionaram enormemente a sua produção e mudariam o seu destino. Oponente aberto até mesmo de uma monarquia constitucional e da religião católica, Momoro lançou-se com entusiasmo na causa revolucionária e colocou as suas capacidades a serviço das novas ideias. Também esteve entre os signatários da petição antimonárquica que levou ao massacre do Campo de Marte, acontecimento que acabaria por formalizar a divisão entre moderados e extremistas no contexto político revolucionário. Foi eleito deputado pelo departamento de Paris em 1792 e, no ano seguinte, foi enviado como comissário da República para a Vendeia durante a insurreição monarquista ocorrida ali.
Depois de trabalhar pela queda dos girondinos, voltou-se contra Danton e Robespierre, acusando-os de moderados. Em 13 de março de 1794, o Comitê de Salvação Pública decidiu pela prisão dos hebertistas e o Tribunal Revolucionário condenou Momoro à morte. Foi guilhotinado com outros hebertistas importantes na tarde de 24 de março de 1794 (4 de Germinal do Ano II).

## Culto da Razão

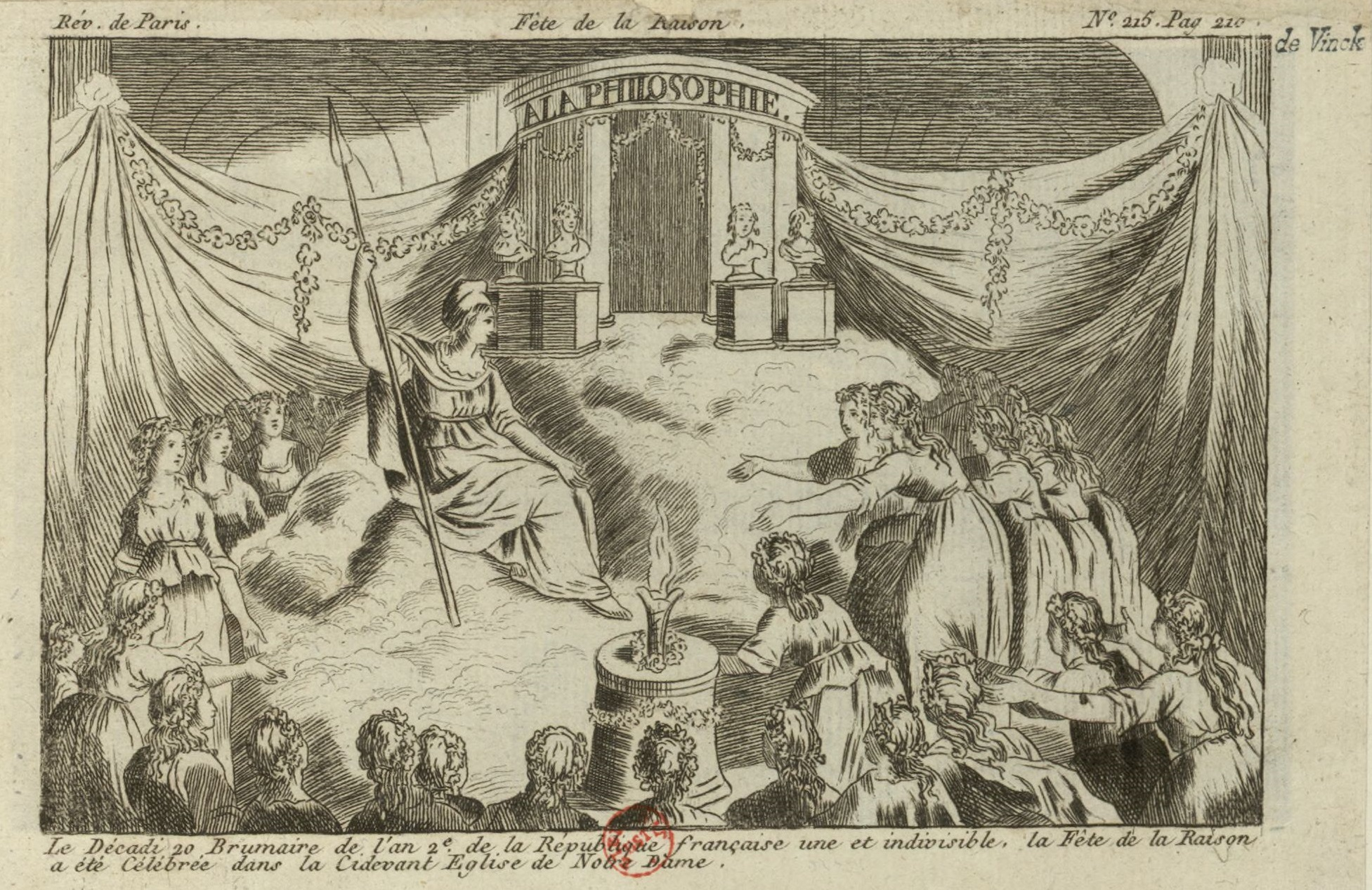
Festival da Razão em Notre-Dame (1793).

Participou ativamente do processo de descristianização da França e foi o principal defensor do Culto da Razão. Foi sua esposa, Sophie Momoro, quem desempenhou o papel de deusa no "Festival da Razão", em 10 de novembro de 1793 (20 de Brumário do Ano II). Sob seu comando, o Culto na capital francesa era explicitamente antropocêntrico. À maneira da religião convencional, o culto incentivou atos de adoração congregacional e demonstrações devocionais ao ideal da Razão. Contudo, sempre foi feita uma distinção cuidadosa entre o respeito racional à Razão e a veneração de um ídolo. Segundo Momoro:
Liberdade, Razão, Verdade, são apenas seres abstratos. Eles não são deuses, pois, propriamente falando, eles são parte de nós mesmos.